# ویکی‌پدیای آسامی
ویکی‌پدیای آسامی نسخهٔ زبان آسامی وب‌گاه ویکی‌پدیا است.

## تاریخچه
ویکی‌پدیای آسامی در ۲۵ اوت ۲۰۱۶، با ۴٬۱۶۶ مقاله، در رتبه صد و هفتاد و دوم ویکی‌پدیاها قرار دارد.